# Ескобар-де-Полендос
Ескобар-де-Полендос (ісп. Escobar de Polendos) — муніципалітет в Іспанії, у складі автономної спільноти Кастилія-і-Леон, у провінції Сеговія. Населення — 197 осіб (2010).
Муніципалітет розташований на відстані близько 80 км на північний захід від Мадрида, 14 км на північ від Сеговії.
На території муніципалітету розташовані такі населені пункти: (дані про населення за 2010 рік)
- Ескобар-де-Полендос: 45 осіб
- Парраль-де-Вільйовела: 2 особи
- Пеньяррубіас-де-Пірон: 29 осіб
- Пінільйос-де-Полендос: 61 особа
- Вільйовела-де-Пірон: 60 осіб

## Демографія
Динаміка населення (INE ):